# Linda Castillo
Linda Castillo (Dayton, 1960) è una scrittrice statunitense, nota come autrice di libri gialli.
Nel corso della sua carriera ha pubblicato circa una trentina di libri, tradotti in 14 Paesi, e si è aggiudicata vari premi letterari, tra cui il Daphne du Maurier Award of Excellence. Le sue pubblicazioni più note sono rappresentate dalla serie di gialli ambientati tra gli Amish, che hanno per protagonista la detective Kate Burkholder.

## Biografia
Linda Castillo nasce a Dayton, in Ohio, nel 1960, ma cresce ad Arcanum, sempre in Ohio.
All'età di 13 anni pubblica il suo primo romanzo.
Nel 2009 pubblica il suo primo romanzo giallo con protagonista Kate Burkholder, intitolato Sworn to Silence (in italiano: Costretta al silenzio), che rimane per quattro settimane nella classifica dei bestseller del New York Times. Dal romanzo viene tratto nel 2013 il film TV diretto da Stephen Gyllenhaal Costretto al silenzio (An Amish Murder), con Neve Campbell nel ruolo di Kate Burkholder.

## Opere

### La serie di romanzi con protagonista Kate Burkholder
1. 2009: Costretta al silenzio (Sworn to Silence)
2. 2010: La lunga notte (Pray for Silence)
3. 2011: In un vicolo cieco (Breaking Silence)
4. 2012: Scomparsa (Gone Missing)
5. 2013: Il suo ultimo respiro (Her Last Breath)
6. 2014:  Tracce dal passato The Dead Will Tell
7. 2015: Dopo la tempesta (After the Storm)
8. 2016: Tra i malvagi (Among the Wicked)
9. 2017: Una strada oscura (Down a Dark Road)
10. 2018: L'anima del male (A Gathering of Secrets)
11. 2019: Il tempo della vendetta (Shamed)
12. 2022: Una donna in fuga (Outsider)
13. 2023: La ribelle (Fallen)
14. 2024: Segreti pericolosi (The hidden one, 2022), Piemme, 2024, ISBN 9788856691955

### Racconti con protagonista Kate Burkholder
1. 2013: Persa nel tempo
2. 2015: Il segreto nascosto
3. 2016: Inganno
4. 2018: Solo per pochi

## Filmografia

### Soggetto
- Costretto al silenzio (An Amish Murder) - film TV, regia di Stephen Gyllenhaal (2013)

## Premi e nomination
- Daphne du Maurier Award of Excellence[4][5]
- Holt Medallion[5]
- Golden Heart[4][5]
- Nomination al Rita Award[4][5]